# Rise (Tom-Keifer-Album)
Rise ist der Titel des am 13. September 2019 veröffentlichten zweiten Soloalbums des US-amerikanischen Sängers, Gitarristen und Songwriters Tom Keifer. Es ist im Genre des Bluesrock zu verorten.

## Hintergrund
Keifer hatte 2013 sein Soloalbum The Way Life Goes veröffentlicht, an dem er seit 1997 gearbeitet hatte und dessen Aufnahme sich vor allem aus gesundheitlichen Gründen wiederholt verzögert hatte. Die Rezensenten verschiedener Fachmagazine lobten das Album und bescheinigten ihm ein „nahezu durchgehendes enormes Qualitätslevel“ (Rocks), es biete „stark mit den alten Rolling Stones verbandelten Rock’n’Roll mit eingeflochtenen Blues- und Countryelementen.“
Zu dem bereits von Cinderella bekannten Blues-Einschlag gesellten sich, so Rock Hard zum Album, diesmal „nicht nur Hardrock-, sondern auch Soul-, Gospel- und Country-Einflüsse“, die zu einer „stilistischen Entdeckungsreise par excellence“ einlüden. Einiges auf diesem Album „hätten selbst die Rolling Stones nicht besser hinbekommen“ können, der „knackige Opener“ Solid Ground oder das Hookmonster A Different Light schrien „geradezu nach Airplay,“ wobei „besonders letztere Nummer das Zeug zum (Country-)Hit“ habe.
Am 20. Oktober 2017 erschien eine als Deluxe Edition bezeichnete Neuauflage des Albums bei Cleopatra Records. Die Tourneen, die Keifer mit dem Album im Gepäck bestritt, endeten am 10. November 2018 mit einem Konzert in Miramar (Florida).
Anschließend begannen die Aufnahmen zum neuen Album, für das Keifer zusammen mit seiner Frau Savannah fast alle Songs allein schrieb. Für den Titel Rise erhielten sie kompositorische Unterstützung vom Country-Duo Thompson Square aus Nashville. Als Musiker wirkten Savannah Keifer (Gesang), Tony Higbee (Leadgitarre), Billy Mercer (E-Bass), Kendra Chantelle (Percussion), Jarred Pope (Schlagzeug) und Kory Myers (Keyboards) mit.
Rise wurde am 13. September 2019 als CD, LP und über Online-Musikdienste veröffentlicht. Als Singles wurden The Death of Me (31. Juni 2019), Touching the Divine (4. September 2019), Rise (16. September 2019) und Waiting on the Demons (22. Oktober 2019) ausgekoppelt. Zu allen vier Titeln wurden Musikvideos produziert, bei Touching the Divine handelt es sich um ein Lyric-Video.
Keifer erklärte, dass sich auf den vorausgegangenen Tourneen eine feste Band etabliert habe, sodass er das Album eigentlich als gemeinsames Werk betrachte. Dies machte er unter anderem durch den Schriftzug „tom#keiferband“ auf dem Cover des Albums deutlich.

“When this band came together, we all felt a bit like broken souls, each with our own unique story. If you ask anyone in the band, they would all say this band came along at just the right time. Every human who walks this planet faces challenges and extreme adversity they have to overcome. As a band, we feel fortunate to be able to face those things together. There is a piece of every band member in the ‘The Death of Me’ as well as throughout the entire Rise album.”

„Als diese Band zusammenkam, fühlten wir alle uns ein bisschen wie gebrochene Seelen, jeder mit seiner eigenen einzigartigen Geschichte. Wenn Du irgendjemanden in der Band fragst, würden sie alle sagen, dass diese Band genau zur richtigen Zeit zusammenkam. Alle Menschen auf diesem Planeten sehen sich Herausforderungen und extremem Widrigkeiten ausgesetzt, die sie überwinden müssen. Als eine Band fühlen wir uns glücklich, dass wir solche Dinge gemeinsam angehen können. Es ist ein Stück eines jeden bandmitglieds in The Death of Me, aber auch auf dem gesamten Album Rise“

Im Mai 2023 wurde bekannt, dass Rise nun auch als Schallplatte veröffentlicht werden sollte. Aus diesem Grunde wurde am 5. Mai 2023 die Single und das Musikvideo Untitled veröffentlicht.

## Titelliste
| Nr. | Titel                 | Autor(en)                                              | Länge |
| --- | --------------------- | ------------------------------------------------------ | ----- |
| 1.  | Touching the Divine   | Kendra Chantelle, Savannah Keifer, Tom Keifer          | 4:18  |
| 2.  | The Death of Me       | S. Keifer, T. Keifer                                   | 3:20  |
| 3.  | Waiting on the Demons | S. Keifer, T. Keifer                                   | 4:42  |
| 4.  | Hype                  | S. Keifer, T. Keifer                                   | 3:14  |
| 5.  | Untitled              | S. Keifer, T. Keifer                                   | 5:20  |
| 6.  | Rise                  | Keifer Thompson, S. Keifer, Shawna Thompson, T. Keifer | 4:18  |
| 7.  | All Amped Up          | S. Keifer, T. Keifer                                   | 3:18  |
| 8.  | Breaking Down         | S. Keifer, T. Keifer                                   | 3:29  |
| 9.  | Taste for the Pain    | S. Keifer, T. Keifer                                   | 3:12  |
| 10. | Life Was Here         | S. Keifer, T. Keifer                                   | 3:32  |
| 11. | You Believe in Me     | T. Keifer                                              | 3:04  |

## Rezeption
Tom Keifer sehe sich „nicht mehr als Solokünstler,“ meint Martin Römpp in Rocks, und das möge „die härtere und rockigere Ausrichtung“ des Materials erklären, die „Erinnerungen an Cinderella“ wach werden lasse. Römpp bedauert, das Keifer sein „Gespür für packende Melodien verloren“ zu haben scheine, denn „klassische Hits“ seien auf Rise nicht zu finden. Die Nummern des Albums seinen „häufig sperrig,“ und es seien „einmal mehr die ruhigen Momente,“ die zu fesseln verstünden, während das übrige Material „trotz starkem Gitarreneinsatz nicht zünden“ wolle. Man könne Keifer aufgrund seiner vielen Stimmbandoperationen „nicht zum Vorwurf“ machen, dass er „gesanglich nicht an seine Glanzzeiten anknüpfen“ könne, seine Performance trage dennoch zum „zwiespältigen Gesamteindruck“ bei. Römpp vergab sechs von möglichen zehn Punkten.